# Куправа
Ку́права (латыш. Kuprava, латг. Kuprova) — село в Вилякском крае Латвии, административный центр Куправской волости. До 2000-х годов здесь находилась одноимённая железнодорожная станция (на разобранной ныне линии Гулбене — Пыталово). В советское время работал завод дренажных труб и керамзита. Куправская волость — самая маленькая в Латвии: она занимает площадь 3,7 кв.км, а население составляло чуть более 400 человек.

## История
Куправа начала развиваться в 1920-е годы как небольшое поселение возле железнодорожной станции на линии Рига—Пыталово, построенной в 1916 году. Станция была построена в 1904 году. Поселение было выделено в 1926 году из Вилякского поместья (имение Мариенхауз). В 1927 году Куправа получила статус посёлка. В 1935 году там жило 73 человека в 10 дворах. 
Почта в Куправе появилась в 1910 году, аптека — в 1928-м. Амбулатория открыта в 1947 году, 15 ноября 1953-го — библиотека. 
Бурное развитие Куправы пришлось на конец 1960-х годов, когда здесь началась разработка одного из крупнейших в балтийских странах месторождений глины, использовавшейся для производства дренажных труб, керамзитовых гранул и фасадного кирпича. Запасы месторождения оцениваются в 3,744 млн. кубометров.
В 1971 году в Куправе был открыт крупнейший в Прибалтике завод по производству керамических дренажных труб для мелиорации земель. Он выпускал 6,6 млн. труб и 6,5 млн штук кирпича в год. 
Для рабочих было построено 6 пятиэтажных многоквартирных домов. В 1974 году Куправа получила статус посёлка городского типа. 
До территориальной реформы в Латвии 2009 года входила в Балвский район, затем вошла в Вилякский край. 
В 1992 году завод дренажных труб был закрыт, жители разъехались, а поселок получил прозвище города-призрака, так как население Куправы фактически уменьшилось в десять раз: если в советское время здесь проживало до 3000 человек, то сейчас официально зарегистрировано около 400 жителей, многие из которых реально покинули свои дома.  
Оставлять Куправу вынуждает безработица: часть людей уезжает в другие края Латвии, часть - за границу.   

### Школа
Школа в Куправе была основана в 1920 году, первоначально в ней училось 20-25 детей у учительницы Минны Ревеле. В 1922 году она получила статус  начальной школы, количество учеников выросло до 86. В 1924-м школа переехала в новое здание и стала шестилеткой. В 1937—1954 годах ее возглавлял Петерис Эвелис, в 1954-1965-м — Зента Рукша. В 1965—1977 годах директором школы был Владимир Сергеев, он инициировал строительство нового школьного здания. Работу продолжила Валентина Врублевска в 1977-1979 годах.  
В 1977 году школа переехала в новое кирпичное здание с башенкой над входом, рассчитанное на 600 детей, до 1982 года ее возглавляла Инара Никулина. В эти годы в школе максимально училось 364 ребёнка: 102 в латышском потоке и 262 – в руссом. После закрытия завода в 1992 году люди начали уезжать из Куправы, и через пару лет средняя школа была реорганизована в основную, в 2000 году, когда число детей упало до 100, её объединили с детсадом, который до этого располагался в здании поселкового самоуправления.    
Самым долголетним директором была Эмерита Ранцане (1989—2008 годы). При ней школа получила награду как самая красивая в Балвском районе . За хорошую работу были отмечены учителя  А.Брице, К.Брицис,  В.Врублевска, А.Баршевска, С.Еромане. Музыкальное обучение вела Нина Байкова, которая также организовала детский вокально-инструментальный ансамбль «Strautiņš» («Ручеёк»), украшавший своим участием все праздники в посёлке.  
В октябре 1986 года школьные учителя Анна Габране и Антония Брице основали этнографический музыкальный ансамбль, исполнявший латгальские духовные, трудовые и пастушеские песни. Ансамбль концертировал в различных городах Латвии, участвовал в фестивале «Baltica». С 2011 года им руководила Сандра Андреева.  
В 2009 году школу возглавила Светлана Романе, организовавшая в 2010 году празднование 90-летия Куправской основной школы. Она считала, что школа в Куправе должна сохраниться и отпраздновать столетие.   
С каждым годом ситуация ухудшалась, признавала последний директор школы Сандра Андреева, поэтому c 2014—2015 учебного года она была закрыта. К моменту закрытия в ней обучались 22 ученика и 12 дошкольников, которых перевели в близлежащие школы Виляки (18 км) и Балви (22 км). Здание осталось неиспользованным, а учителя без работы.  
Среди известных выпускников школы — предприниматель и политик Андрис Морозов, депутат 12 Сейма Латвии (2017-2018 годы).

## Население
| 1979 | 1989 | 2007 | 2015 | 2022 |
| ---- | ---- | ---- | ---- | ---- |
| 1446 | 1469 | 550  | 404  | 298  |